# تقبض كهربائي
تقبض كهربائي أو تخصر كهربائي هو خاصية تظهر في المواد العازلة تتسبب في تغير شكلها عند تعرضها لمجال كهربائي.

## تفسير الظاهرة
ينجم التقبض الكهربائي عن انزياح طفيف للأيونات في البنية البلورية عند التعرض لحقل كهربائي خارجي. تنزاح الأيونات الموجبة في اتجاه الحقل، في حين تنزاح الأيونات السالبة في الاتجاه المعاكس. يتراكم هذا الانزياح خلال المادة السائبة ويؤدي إلى حدوث إجهاد كلي للمادة عبر الاستطالة في اتجاه الحقل يرافقه تخفيض سمك المادة في الاتجاهات المتعامدة بحسب نسبة بواسون.
جميع المواد العازلة التي تتكون من أكثر من نوع واحد من الذرات بإمكانها أن تصبح أيونية إلى حد ما تحت تأثير حقل كهربائي خارجي بسبب اختلاف الكهرسلبية بين الذرات، وهذه هي المواد التي تكون فيها ظاهرة التخصر الكهربائي.

## الوصف الرياضي
الإجهاد (نسبة التغير الطولي إلى الطول الأصلي للمادة) الناتج عن التخصر الكهربائي يكون متناسبا مع مربع الاستقطاب الناتج عن الحقل الكهربائي. وعكس اتجاه المجال الكهربائي لا يؤدي إلى إلغاء هذا الإجهاد.
وبصياغة رياضية دقيقة، فإن معامل التخصر الكهربائي هو موتر من الرتبة الرابعة {\displaystyle Q_{ijkl}} يربط بين موتر الإجهاد من الرتبة الثانية {\displaystyle T_{ij}} ومتجه كثافة الاستقطاب الكهربائي {\displaystyle P_{m}} على النحو التالي {\displaystyle T_{ij}=Q_{ijkl}P_{k}P_{l}} وعليه فإن موتر التخصر الكهربائي يمكن كتابته على النحو:
{\displaystyle Q_{ijkl}={\frac {1}{2}}{\frac {\partial ^{2}T_{ij}}{\partial P_{k}\partial P_{l}}}}

## علاقتها بالكهرضغطية
يحدث تأثير الكهرضغطية فقط في فئة معينة من العوازل التي لها تناظرات بلورية معينة (عشرون تناظرا) بخلاف تأثير التخصر الكهربائي الذي يحدث في جميع العوازل. كذلك فإن تأثير التخصر الكهربائي هو تأثير يتناسب تربيعيا مع المجال الكهربائي الخارجي بخلاف تأثير الكهرضغطية الذي يتناسب خطيا معه.

## المواد
على الرغم من أن جميع العوازل تظهر بعض إليكتروستريكتيون، بعض السيراميك المهندسة، والمعروفة باسم ريلاكسور فيرويلكتريك s، لديها عالية جدا ثوابت إلكتروستريكتيف. والأكثر شيوعاً
الرصاص المغنيسيوم نيوبات الرصاص المغنيسيوم نيوبات الرصاص تيتانات الرصاص اللانثانوم زركونات تيتانات

## حجم التأثير
```
يمكن أن تنتج إلكتروستريكتيون سلالة من 0.1٪ في شدة المجال من 2 مليون فولت لكل متر (2 مف / م) للمواد تسمى بن-15 (ترس الموقع المدرجة في المراجع أدناه). ويبدو أن التأثير يكون من الدرجة الثانية عند شدة المجال المنخفضة (حتى 0,3 مف / m) وخطي تقريبا بعد ذلك، حتى شدة مجال قصوى تبلغ 4 مف / m 
قالب:سيتاتيون نيدد
. لذلك، يتم تشغيل الأجهزة المصنوعة من هذه المواد عادة حول الجهد التحيز من أجل التصرف تقريبا خطيا. وهذا من المحتمل أن يؤدي إلى تشوهات تؤدي إلى تغيير الشحنة الكهربائية، ولكن هذا أمر غير مؤكد.
```

## التطبيقات
- سونار أجهزة عرض للغواصات والأوعية السطحية